# Saint-Just (Cantal)
Saint-Just (wym. [sɛ̃-ʒy]) – miejscowość i dawna gmina we Francji, w regionie Owernia-Rodan-Alpy, w departamencie Cantal. W dniu 1 stycznia 2016 roku z połączenia czterech ówczesnych gmin – Faverolles, Loubaresse, Saint-Just oraz Saint-Marc – utworzono nową gminę Val d’Arcomie. W 2013 roku populacja Saint-Just wynosiła 214 mieszkańców.